# Рідкісна відвага (фільм)
Рідкісна відвага (англ. Uncommon Valor) — американський бойовик 1983 року.

## Сюжет
Ось вже понад 10 років, як Родос живе в кошмарі, він шукає свого сина, ім'я якого було внесено до списку «зниклих безвісти» у В'єтнамі. Після безнадійних звернень до уряду, Родос вирішує самостійно розкрити таємницю зникнення сина. Після виснажливих тижнів навчання, він відправляється в Лаос. З цього моменту і починається найскладніший В'єтнамський конфлікт.

## У ролях
- Джин Гекмен — полковник Кел Родес
- Роберт Стек — МакГрегор
- Фред Ворд — Вілкс
- Реб Браун — Бластер
- Рендал «Текс» Кобб — Сейлор
- Патрік Свейзі — Кевін Скотт
- Гарольд Сільвестр — Джонсон
- Тім Томерсон — Чартс
- Лау Нга Лаі — Лай Фан
- Кван Хі Лім — Цзян
- Келлі Джанкерман — Пол МакГрегор
- Тодд Аллен — Френк Родес
- Гейл Стрікленд — Гелен Родес
- Джейн Качмарек — місіс Вілкс
- Глорія Струк — місіс МакГрегор
- Констанс Форслунд — місіс Чартс
- Чарльз Ейдмен — сенатор Гастінгс
- Дебі Паркер — Май Лінг
- Ян Тріска — Жеріко
- Джеремі Кемп — перевізник
- Емметт Денніс III — медик 1
- Чарльз Фауст — солдат 1
- Девід Остін — солдат 2
- Ле Туан — охорона 1
- Джеймс Еджком — агент ЦРУ
- Кен Фармер — охоронець в'язниці
- Тед Хоріно — містер Кі
- Майкл Дудікофф — помічник Бластер
- Брюс Пол Барбо — пілот вертольота
- Стів Солберг — військовополонений 1
- Лоуренс Небер — військовополонений
- Дон Ментут — військовополонений 3
- Джеррі Сапіран — Френк на 9
- Бретт Джонсон — дитина 1
- Беррет Олівер — дитина 2
- Марселло Кракофф — дитина 3
- Джастін Байлі — дитина 4
- Кевін Брандо — дитина 5
- Анджела Лі — дитина 6
- Хуан Фернандес — черговий
- Дарвін Карсон — секретар
- Ненсі Лінарі — репортер
- Девід Денджлер — репортер
- Джозеф Діпвік — американський солдат
- Вільям С. Хемілтон — американський солдат
- Наполеон Хендрікс — американський солдат
- Чіп Леллі — американський солдат
- Майкл П. Мей — американський солдат
- Том Ренда — американський солдат
- Ларрі Чарльз Вайт — американський солдат
- Майкл Ендосо — син (в титрах не вказаний)